# Jan Koslowski

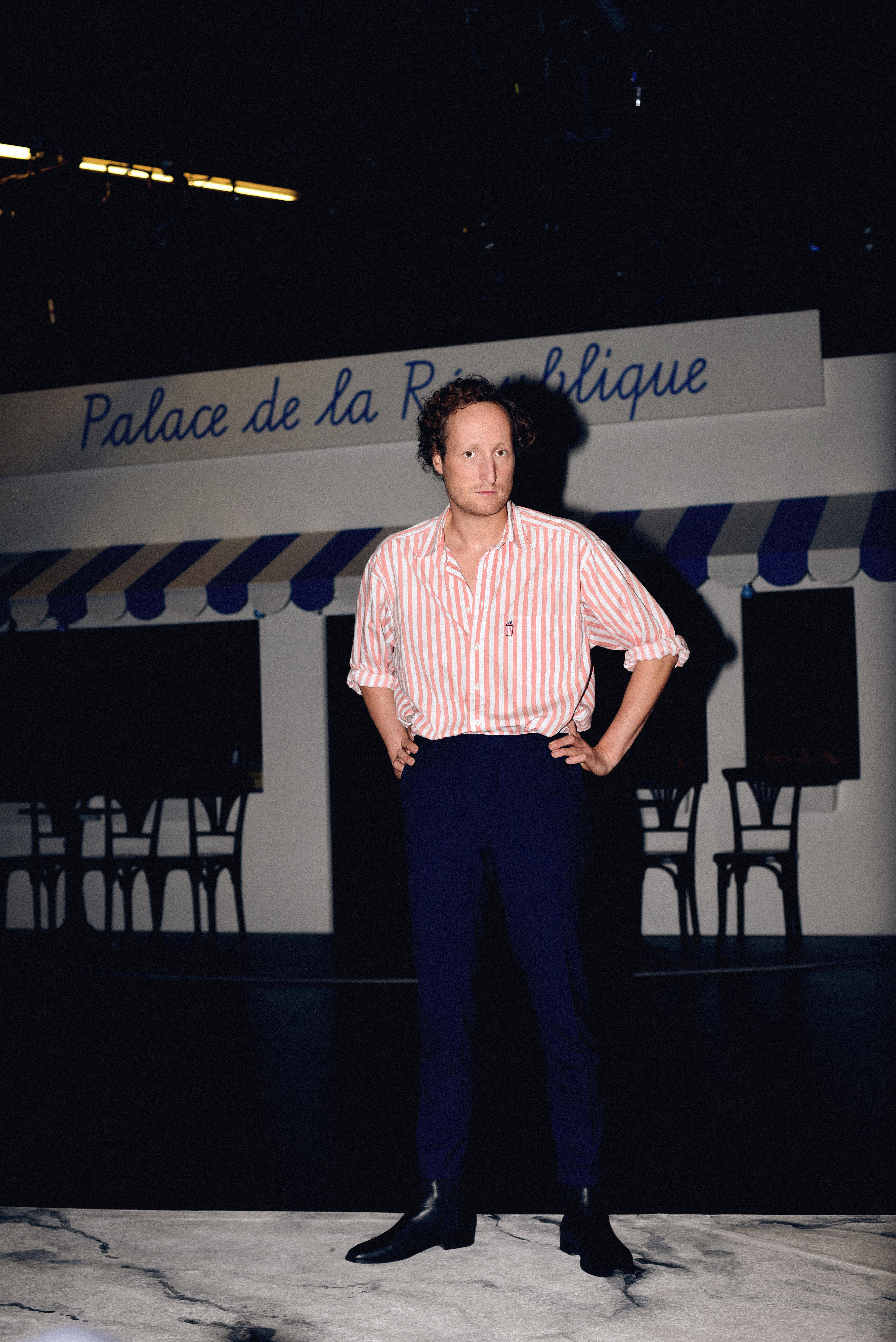
Jan Koslowski

Jan Koslowski (* 3. September 1987 in Rostock) ist ein deutscher Regisseur, Autor und Schauspieler.

## Leben und Wirken
Jan Koslowski studierte Theaterregie an der Akademie für Darstellende Kunst Baden-Württemberg und in der Meisterklasse für Regie an der Zürcher Hochschule der Künste sowie Theologie an der Humboldt-Universität zu Berlin. 2005 wurde er Mitglied des P14 Jugendtheaters in Berlin. Dort hospitierte er bei René Pollesch und zeigte auch eigene Arbeiten. Im Jahr 2009 wurde er zum Theatertreffen der Jugend eingeladen und 2014 mit dem zweiten Preis vom „Körber Studio für junge Regie“ ausgezeichnet. Beim Fast Forward Festival 2015 in Braunschweig wurde seine Produktion Société des Amis – Tindermatch im Oderbruch aufgeführt.   
Koslowski arbeitete u. a. am Staatstheater Stuttgart, Theater Magdeburg, Volkstheater Rostock, Volksbühne Berlin, Schauspielhaus Graz, Badischen Staatstheater Karlsruhe, Staatstheater Wiesbaden sowie dem Schauspiel Frankfurt. Neben seiner Tätigkeit als Regisseur und Autor steht er auch selbst als Schauspieler auf der Bühne und vor der Kamera. Gemeinsam mit der Regisseurin und Performerin Nele Stuhler bildet er das Regie-Duo StuhlerKoslowski sowie das Performance-Kollektiv Leien des Alltags.   
2020 erschien Koslowskis Prosadebüt Rabauken im Korbinian Verlag. Auf Wunsch des Autors trägt der kurze Roman die Gattungsbezeichnung Novella, die im deutschsprachigen Gebrauch unüblich und literaturwissenschaftlich unscharf ist.   
Jan Koslowski lebt und arbeitet in Marseille und Berlin.

## Regiearbeiten (Auswahl)
- Johnny Kilometa und die Beerdigung von Gott Faust, Badisches Staatstheater Karlsruhe, 2011
- Die Brücke, Staatstheater Wiesbaden, 2012[4]
- Licht/Hannelore/Cool, Staatstheater Stuttgart, 2012
- Balkanmusik, Theater Magdeburg, 2016
- Hello. It’s me Democracy, Theater Magdeburg, 2017
- Der alte Schinken, mit Nele Stuhler, Schauspiel Frankfurt, Kammerspiele, 2018[5]
- 1994 – Futuro Al Dente, mit Nele Stuhler, Schauspiel Frankfurt, Kammerspiele, 2019[6]

## Filmografie
- 2015: Spielt keine Rolle (Kurzfilm)
- 2017: Millennials
- 2018: Ende Neu
- 2022: Platform (Kurzfilm)

## Prosa
2020: Rabauken